# مالكوم سميث (سياسي أمريكي)
مالكوم سميث (بالإنجليزية: Malcolm Smith)‏ هو سياسي أمريكي، ولد في 9 أغسطس 1956 في نيويورك في الولايات المتحدة. نشط حزبياً في الحزب الديمقراطي. وقد انتخب عضو مجلس ولاية نيويورك.